# Pacritinib
Pacritinib, es vendido bajo la marca Vonjo. Es un medicamento utilizado para tratar la mielofibrosis .  Concretamente se utiliza en personas con un recuento de plaquetas inferior a 50 × 10 9 /L en quienes disminuye el tamaño del bazo .  Este medicamento se toma por vía oral. 
Los efectos secundarios de este medicamento incluyen diarrea, niveles bajos de plaquetas, náuseas, niveles bajos de hemoglobina y piernas hinchadas ;  otros efectos secundarios pueden incluir sangrado, QT prolongado, trombosis venosa profunda, cáncer e infección.  No se recomienda este medicamento en personas con problemas importantes de hígado o riñón.  Es un inhibidor de la quinasa que bloquea la acción de la Janus quinasa 2  y la tirosina quinasa 3\CD135  similar a fms . 
Este medicamento fue aprobado para uso médico en los Estados Unidos en 2022.  Su solicitud de aprobación en Europa fue retirada en 2017 debido a la preocupación de que empeorara los resultados.  En Estados Unidos, un mes de medicación cuesta alrededor de 23.000 dólares estadounidenses en 2022. 